# 沙菲沙伊姆

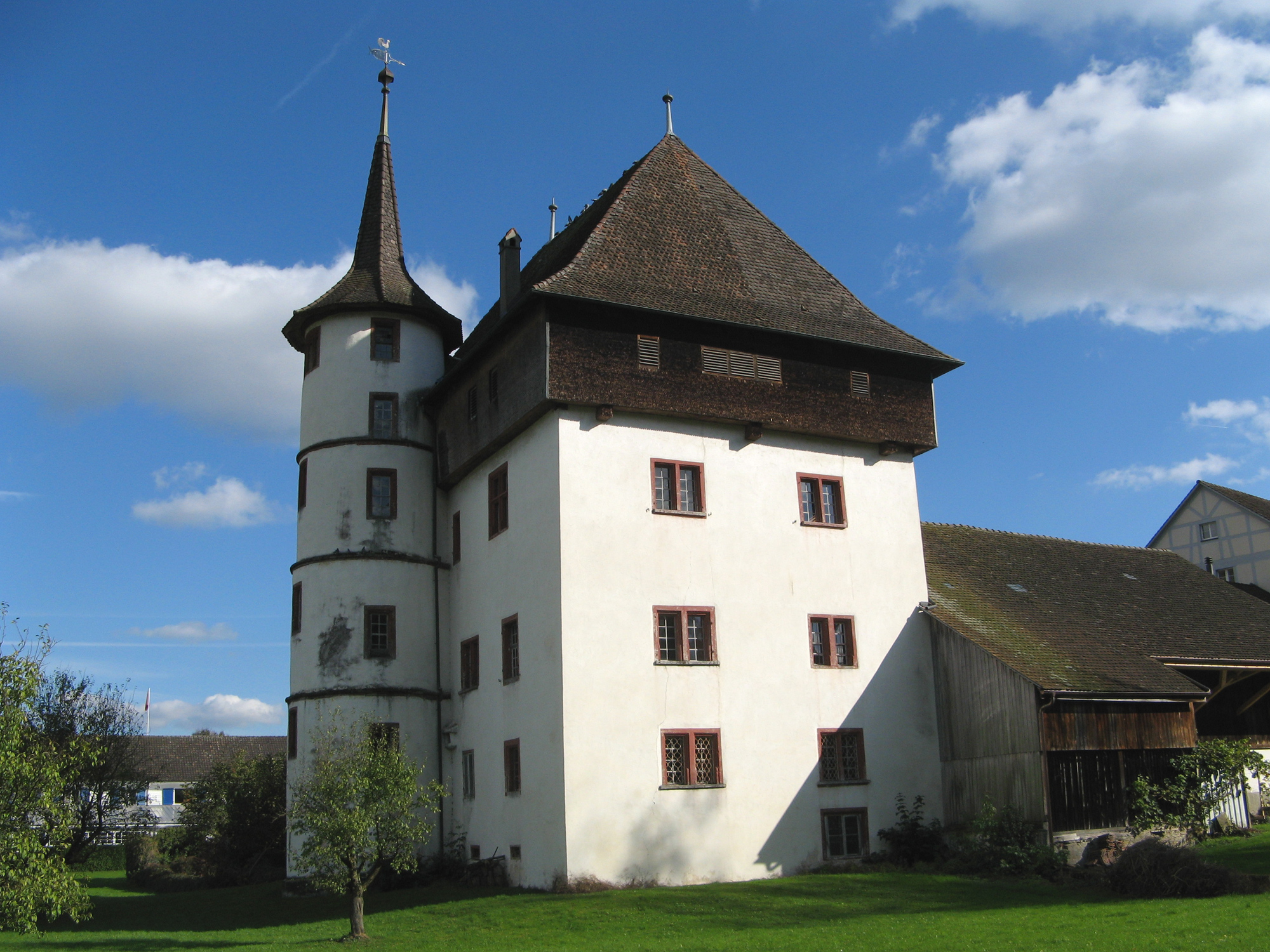

沙菲沙伊姆是瑞士的城鎮，位於該國北部，由阿爾高州負責管轄，面積6.33平方公里，海拔高度419米，2012年人口2,856，五成半人口信奉基督教，人口密度每平方公里451人。